# Les Troupes de la colère
Pour plus de détails, voir Fiche technique et Distribution.
Les Troupes de la colère (Wild in the Streets) est un film politique américain réalisé paér Barry Shear, sorti le 29 mai 1968.

## Synopsis
Max Jacob Flatow Jr., dit Max Frost, est un chanteur de rock populaire et aspirant révolutionnaire, dont le premier acte de violence public a été de faire exploser la nouvelle voiture de sa famille. Le groupe de musique de Frost, les Troopers, vit avec lui ainsi qu'avec leurs femmes et d'autres proches, dans un immense manoir de Beverly Hills. Le groupe de Max interprète une chanson soulignant que 52% de la population a 25 ans ou moins, ce qui fait des jeunes la majorité du pays. On demande à Max de chanter durant un rassemblement politique télévisé pour le démocrate Johnny Fergus, un candidat au Sénat aux allures de Kennedy, qui se présente sur un programme visant à abaisser l'âge du droit de vote de 21 à 18 ans. Les Troopers se présentent mais Max étonne tout le monde en demandant que l'âge du droit de vote passe à 14 ans, puis termine le spectacle par une chanson improvisée et un appel à la manifestation. Les fans de Max et d'autres milliers de jeunes passent alors à l'action et en 24 heures, des manifestations ont commencé dans plusieurs villes des États-Unis. Les conseillers de Fergus souhaitent qu'il dénonce Max mais au lieu de cela, il accepte de soutenir les manifestations en changeant sa campagne, si Max et son groupe font un compromis, acceptant un âge de vote de 15 ans au lieu de 14 ans et qu'ils respectent la loi et demandent aux manifestants de rentrer chez eux pacifiquement. Max accepte, et les deux hommes apparaissent ensemble à la télévision ainsi qu'en personne le lendemain, en utilisant un mantra moins offensant.
La plupart des États acceptent d'abaisser l'âge du droit de vote dans les jours qui suivent, à la suite des manifestations et les Troopers font campagne pour Johnny Fergus jusqu'à l'élection, qu'il remporte haut la main. Prenant sa place au Sénat, Fergus souhaite que Frost et ses hommes disparaissent mais au lieu de cela, ils s'impliquent dans la politique de Washington. Lorsqu'un membre du Congrès du district natal de Sally LeRoy meurt soudainement, le groupe l'inscrit à l'élection spéciale qui suit, et Sally, l'aînée du groupe et la seule en âge de se présenter aux élections, est élue au Congrès par le nouveau bloc d'adolescents. Le premier projet de loi que Sally présente est un amendement constitutionnel visant à abaisser à 14 ans l'âge requis pour exercer une fonction politique nationale. Une session conjointe du Congrès est convoquée et les Troopers, rejoints par Jimmy, le fils de Fergus, font basculer le vote dans leur sens en dopant les réserves d'eau de Washington D.C. avec du LSD et en fournissant à tous les sénateurs et représentants des escortes d'adolescents.
Alors que les adolescents prennent ou menacent de prendre les rênes du gouvernement, la vieille garde que composent les plus de 40 ans demande à Max de se présenter à la présidence et d'affirmer son contrôle sur la marée changeante. Max accepte à nouveau, en se présentant comme républicain, à son grand dam mais une fois en poste, il renverse la vapeur sur ses partisans les plus âgés. L'âge de 30 ans devient un âge de retraite obligatoire, tandis que les plus de 35 ans sont rassemblés et envoyés dans des camps de rééducation en étant soumis à des doses permanentes de LSD. Fergus essaie en vain de dissuader Max en contactant ses parents séparés, puis tente de l'assassiner. C'est un échec et il s'enfuit alors de la ville de Washington avec le reste de sa famille mais ils sont rapidement arrêtés. Les jeunes ayant désormais le contrôle des États-Unis, tant sur le plan politique qu'économique, des révolutions similaires éclatent dans tous les grands pays du monde. Max retire les militaires du monde entier, les transformant en police de l'âge et confie le produit national brut à des ordinateurs et à des prodiges et expédient gratuitement les céréales excédentaires aux pays du tiers-monde, dissout le FBI et les services secrets et devient le leader de la société la plus hédoniste que le monde ait jamais connue.
Cependant, Max et ses cohortes risquent de devoir faire face à une future guerre intergénérationnelle provenant d'une source inattendue : les enfants pré-adolescents. Lorsqu'une jeune fille découvre l'âge de Max, qui a maintenant 24 ans, elle ricane en le traitant de vieux. Plus tard, après que Max ait tué une langouste qui était l'animal de compagnie de plusieurs jeunes enfants et qu'il se soit moqué de leur jeunesse et de leur impuissance, l'un des enfants décide de mettre hors d'état de nuire tous ceux qui ont plus de 10 ans.

## Fiche technique
- Titre français : Les Troupes de la Colère
- Titre original : Wild in the Streets
- Réalisation : Barry Shear
- Scénario : Robert Thom d'après sa nouvelle The Day it All Happened, Baby
- Direction artistique : Paul Sylos
- Décors :
- Costumes : Richard Bruno
- Photographie : Richard Moore
- Son :
- Montage : Fred R. Feitshans Jr, Eve Newman
- Musique : Les Baxter, Barry Mann
- Lyrics : Cynthia Weil
- Production : Samuel Z. Arkoff, James H. Nicholson (en)
- Société de production : American International Pictures
- Société de distribution initiale en salles aux États-Unis : American International Pictures
- Budget : 10 millions $
- Pays d’origine :  États-Unis
- Langue : Anglais
- Format : Couleurs (Pathécolor) - 35 mm - 1.85:1
- Genre : Film politique, Film d'exploitation
- Durée : 94 minutes

- Dates de sortie :
  -  États-Unis : 29 mai 1968

## Distribution
- Shelley Winters : Daphne Flatow
- Christopher Jones : Max Jacob « Frost » Flatow Jr
- Diane Varsi : Sally LeRoy
- Hal Holbrook : le sénateur Johnny Fergus
- Millie Perkins : Mary Fergus
- Richard Pryor: Stanley X
- Bert Freed : Max Jacob Flatow Sr
- Kevin Coughlin : Billy Cage
- Larry Bishop : « Crochet »
- Michael Margotta (en) : Jimmy Fergus
- Ed Begley : le sénateur Allbright

## Bande originale ou chansons du film
À la suite du succès du single Shape of Things to Come (en) sur Tower Records (label) (en), une filiale de Capitol Records, une bande originale du film produite par Mike Curb sort en 1968 sur le même label, créditée au groupe de fiction du film, Max Frost and the Troopers, où la voix de Christopher Jones est doublée par Harley Hatcher.
1. Shape of Things to Come (en) (Barry Mann-Cynthia Weil)
2. Lonely Man (Paul Wibier)
3. Shine It On (Paul Wibier)
4. It's Wrong (Barney Hector-Paul Wibier)
5. Captain Hassel (Paul Wibier-McClane-Martin-Dale Beckner-Barney Hector)
6. Fifty Two Per Cent (Barry Mann-Cynthia Weil)
7. Try To Make Up Your Mind (Paul Wibier)
8. Let Your Mind Run Free (Paul Wibier)
9. She Lied (Dale Beckner-Stewart Martin)
10. A Change Is Gonna Come (Paul Wibier-Dale Beckner)

## Distinctions

### Récompenses
- 1968 : Laurel Award d'Or du sleeper de l'année.

### Nominations
- 2 nominations

## Box-office
États-Unis : 5 500 000 $

## Réception critique
Les Troupes de la colère reçoit en majorité des critiques positives. L'agrégateur Rotten Tomatoes rapporte que 63 % des 97 critiques ont donné un avis positif sur le film, avec une moyenne passable de 6/10 .

### Article annexe
- Psychotrope au cinéma et à la télévision